# Florin Cîțu
Florin-Vasile Cîțu (Râmnicu Vâlcea, 1 april 1972) is een Roemeense politicus van de Nationaal-Liberale Partij (PNL). Tussen 23 december 2020 en 25 november 2021 was hij premier van Roemenië. Sinds december 2016 is hij lid van de Roemeense senaat, waarvan hij van november 2021 tot juni 2022 de voorzitter was.

## Biografie

### Opleiding en vroege carrière
Na zijn afstuderen aan het Grinnell College in 1996 behaalde Cîțu een masterdiploma in economie en een doctoraat in macro-economie en internationale economie aan de Iowa State University in 2001.
Na zijn afstuderen werkte Cîțu als econoom voor de Reserve Bank of New Zealand (2001-2003) en de Europese Investeringsbank (2003-2005). Vervolgens werkte hij tot 2011 als investeringsbankier bij de Roemeense divisie van ING Groep.

### Politieke carrière
In 2016 werd Cîțu gevraagd om namens de Nationale Liberale Partij (PNL) op de verkiezingslijst voor Boekarest plaats te nemen, waarna hij werd verkozen in de Roemeense senaat. In 2019 keurde de gezamenlijke commissie voor begroting en financiën van het parlement van Roemenië de benoeming van Cîțu tot minister van Financiën in het eerste kabinet-Orban niet goed, hoewel deze stem niet bindend was. Op 4 november 2019 trad hij aan als minister.
Op 26 februari 2020, na een motie van wantrouwen tegen het Orban-kabinet op 5 februari door de PSD, benoemde president Klaus Iohannis Cîțu tot premier van Roemenië en vroeg hem een nieuwe regering te vormen. Vlak voor de goedkeuringsstemming door het parlement van zijn kabinet stapte Florin Cîțu alsnog op om plaats te maken voor wederom Ludovic Orban. Dit nieuwe kabinet werd ook door de PSD goedgekeurd in het licht van de coronacrisis. Cîțu werd in dit kabinet wederom minister van Financiën.
Na 9 december 2020 kreeg Cîțu het voorstel van de voorzitter van de PNL om waarnemend regeringsleider Nicolae Ciucă op te volgen na het aftreden van Ludovic Orban op 7 december na de parlementsverkiezingen van 2020. Cîțu werd op 23 december premier van de regering bestaande uit PNL, USR-PLUS en de Hongaarse minderheidspartij UDMR. De samenstelling van zijn kabinet werd bekritiseerd, omdat het slechts één vrouwelijke minister had en wegens de benoeming van Sorin Cîmpeanu, die in een eerdere ministeriële positie wetgeving had voorgesteld "die degenen beschermt die voor hun academische scripties plagiaat pleegden".
Ten koste van Ludovic Orban werd Cîțu in september 2021 verkozen tot partijleider van de PNL. Een maand later verloor zijn kabinet - inmiddels was de collatiegenoot USL uit de regering gestapt - een motie van wantrouwen in het Roemeense parlement, waarna hij op 25 november 2021 aftrad als premier. Tegelijkertijd werd hij verkozen tot voorzitter van de senaat. Zes maanden na zijn verkiezing als partijvoorzitter werd de steun voor zijn leiderschap al weer ingetrokken en trad hij af. Twee maanden later trad hij ook af als voorzitter van de senaat.

### Andere activiteiten
- Europese Bank voor Wederopbouw en Ontwikkeling (EBRD), ambtshalve lid van de Raad van gouverneurs (sinds 2019)[19]
- Europese Investeringsbank (EIB), ambtshalve lid van de Raad van gouverneurs (sinds 2019)[20]
- Wereldbank, ambtshalve lid van de Raad van gouverneurs (sinds 2019)[21]